# Trichogramma turkestanicum
Trichogramma turkestanicum é uma espécie de insetos himenópteros, mais especificamente de vespas parasíticas pertencente à família Trichogrammatidae.
A autoridade científica da espécie é Meyer, tendo sido descrita no ano de 1940.
Trata-se de uma espécie presente no território português.